# Йосиповка (Ольшанская поселковая община)
Йосипо́вка (укр. Йосипівка) — село в Ольшанской поселковой общине Голованевского района Кировоградской области Украины.
Население по переписи 2001 года составляло 627 человек. Почтовый индекс — 26623. Телефонный код — 5250. Код КОАТУУ — 3524381501.

## История
В 1945 г. Указом ПВС УССР село Юзефполь переименовано в Йосиповку.
До 2020 года село входило в Ольшанский район